# .bv
.bv é um domínio de topo de código de país (ccTLD) reservado para o território independente norueguês da Ilha Bouvet. A responsável pelo registro e patrocinadora é a Norid. .bv foi designado em 21 de agosto de 1997 e foi colocado sob o registro .no da Norid. A política norueguesa afirma que .no é suficiente para as instituições conectadas à Ilha Bouvet e, portanto, o domínio não está aberto para registro. É política norueguesa não comercializar recursos de domínio; portanto, não há planos de vendê-lo. Se .bv mais tarde entrar em uso, estará sob a regulamentação da Autoridade Norueguesa de Correios e Telecomunicações e seguirá a mesma política que o domínio .no.

## História
Ilha Bouvet é uma ilha vulcânica inabitada no Oceano Atlântico Sul. Foi reivindicada pela Noruega em 1927. O domínio foi alocado em 21 de agosto de 1997, ao mesmo tempo que .sj foi alocado para a designação Svalbard e Jan Mayen. A alocação ocorreu porque a Internet Assigned Numbers Authority (IANA) atribui ccTLDs a todas as entidades com um código ISO 3166, para o qual a Ilha Bouvet é designada BV.
Em junho de 2015, o cientista de computação norueguês Håkon Wium Lie e o Partido da Esquerda Socialista propuseram o uso do domínio .bv, assim como o .sj, como refúgios gratuitos on-line. A proposta visa proteger tanto as autoridades norueguesas quanto os dissidentes estrangeiros da vigilância.
Em março de 2012, a Norid iniciou uma colaboração inicial com o registrador de domínios neerlandês SIDN, com o objetivo de examinar a possibilidade de utilizar .bv no mercado deste país, pois Besloten vennootschap (abreviado como BV, em português: "empresa fechada") é a forma mais comum de empresa limitada nos Países Baixos, o que poderia ter feito .bv um domínio popular. A colaboração terminou em junho de 2016, quando o Ministério dos Transportes e Comunicações informou que a dispensa de certas partes do Regulamento de Domínio Norueguês, que seria aberta para a venda do domínio .bv, não deveria ser concedida.

## Política
.bv é gerenciado pela Norid, que é sediada em Trondheim, que também é a registradora de nomes de domínio para .no e .sj (este último inativo). Norid é uma empresa limitada de propriedade da Uninett, que é de propriedade do Ministério da Educação e Pesquisa da Noruega. O direito legal de gerenciar os domínios é duplo, com base em um contrato com a IANA e em regulamentos de acordo com a Lei das Telecomunicações, que é supervisionada pela Autoridade Norueguesa de Correios e Telecomunicações, sediada em Lillesand.
A política para o uso de .bv é regulada pelo Regulamento Referente a Nomes de Domínio nos Domínios de Nível Superior do Código de País Norueguês, também conhecido apenas como Regulamento de Domínio. Este regulamento também regula os outros dois ccTLDs da Noruega, .no e .sj. Caso .bv entre em uso, as mesmas regras e procedimentos utilizados para .no serão usados para .bv.